# Toto Paniagua, el rey de la chatarra
Toto Paniagua, el rey de la chatarra es una película argentina de 1980.

## Argumento
Toto es un chatarrero que se enriqueció por un golpe de fortuna. Enamorado de una mujer de nivel social superior, decide tomar clases de etiqueta para poder acercarse a ella.
Se inspira en el sketch humorístico de Toto Paniagua, conocido en la televisión rioplatense desde la década de 1970.

## Reparto
- Ricardo Espalter ...... Toto Paniagua
- Enrique Almada ........ Profesor
- Katia Iaros ........... Grétula, la asistente
- Enrique Liporace
- Juan Carlos de Seta
- Carlos del Burgo
- Cayetano Biondo
- Ana María Giunta
- Graciela Gramajo
- Susana Latou
- Mario Luciani
- Pedro Martínez
- Marzenka Novak ....... Valeria
- Gloria Raines
- Alita Román........... Doña Rosa
- Katunga